# Zajištěná dluhová obligace
Zajištěná dluhová obligace (anglicky collateralized debt obligation, CDO) patří mezi moderní finanční a úvěrové deriváty. CDO je cenný papír emitovaný na základě podkladového aktiva, které je zdrojem výnosů plynoucích z držby CDO. CDOs jsou cenné papíry s různou úrovní stáří, s úroky a splátkami jistiny plynoucími z cash flow podkladového portfolia dluhových instrumentů. Většinou se v portfoliu nacházejí dluhopisy, půjčky a hypotéky, které banka zkombinuje a vytvoří tak podkladové aktivum pro emitované CDO. CDOs se emitují ve skupinách, tzv. tranších.
Tranše se rozdělují podle rizika od nejrizikovějších na:
- nezajištěné tranše (angl. junior),
- mezaninové tranše (angl. mezzanine) a
- zaručené tranše (angl. senior).

## Charakteristika
Rizikovost CDO je určena skupinou. Skupiny vyjadřují různé právo investorů v případě, že přestanou plynout výnosy z podkladového aktiva a je potřeba absorbovat vzniklé ztráty.
Skupina junior je nejrizikovější, protože investorovi přestanou plynout úrokové platby a ztratí jistinu jako první. Právo investora na výnosy je nejslabší a cena CDO skupiny Junior je nejnižší.
Skupina mezzanine absorbuje ztráty v případě, že Junior skupina je zcela zlikvidována. Právo investora u mezzanine je vyšší než u junior, cena CDO je též vyšší.
Skupina senior je nejméně riziková, právo investora na výnosy je nejsilnější. Aby investor absorboval ztráty, musí být plně zlikvidovány všechny předešlé skupiny. Tomu odpovídá i často udělovaný rating AAA. Senior skupina má nejvyšší cenu, je to nejdražší skupina CDO. Riziku každé skupiny CDO vždy odpovídá určitý stupeň výnosu. Junior skupina má největší výnos při nejvyšším riziku, Senior nejmenší výnos při nejmenším riziku.

## Typy
CDOs je pojem označující širší skupinu investičních instrumentů. CDOs lze rozdělit podle typu podkladového aktiva na:
- Collateralized Loan Obligations (CLO) – podkladovými aktivy jsou bankovní úvěry[3]
- Structured Finance CDO (SFCDO) – podkladovými aktivy jsou různé strukturované produkty (například hypoteční úvěry)[3]
- Collateralized Bond Obligations (CBO) – s podkladovými aktivy v podobě dluhopisů[3]
- Collateralized Synthetic Obligations (CSO) – podkladová aktiva jsou tvořena jinými úvěrovými deriváty[3]

## Princip a problémy
Na začátek je potřeba říct, že hypotéky pro obyvatele na nákup nemovitosti tvoří 56 % všech emitovaných CDOs. Proto měl pokles úvěrování bydlení obrovský efekt na CDOs.
Plnění v rámci CDOs si je možné představit jako soustavu nádob na svahu hor, kde nahoře je pramen (hypotéka, úvěr) a voda (splátky, cashflow, výnos) z něj protéká nádobami až do poslední nádoby. Pramenem jsou domácnosti, které splácejí svoje hypotéky. Nádoby si lze představit jako jednotlivé banky, které emitovaly CDOs, a pak investoři, kteří si koupili emitované CDOs. Banky i investoři čerpají ze svých nádob pořád stejně. Pokud vše probíhá hladce, voda přeteče z pramene přes všechny nádoby a všechny nádoby jsou plné a nikdo nemá problém čerpat ze své nádoby.
Problém nastane ve chvíli, když jedna domácnost přestane být schopna splácet svoje závazky. Pramen ztratí část svojí vydatnosti. Banky a investoři ale nezmění objem čerpání ze svých nádob. Tím, že je pramen méně vydatný, se voda nedostane do nejspodnějších nádob (Junior tranše), ale pokryje jen spotřebu nádob vyšších (Senior tranše). Jako první tak vypadnou investoři, kteří vlastní Junior a následně Mezzanine tranše CDOs.
Problém se násobí, když neschopnost splácet se netýká jen jedné domácnosti, ale postihne většinu domácností, které jsou pramenem na vrcholu hory. Pramen je už tak slabý, že voda z něj nedoteče až na úroveň jednotlivých nádob (tranší) CDOs, ale dokonce nepokryje ani celou spotřebu emitující banky. Senior tranše jsou nenaplněné a také banka absorbuje ztráty v podobě výpadku splátek a úroků.

## Jedna z možných příčin finanční a hospodářské krize
CDOs jsou považované za jednu z příčin finanční a hospodářské krize v roce 2008.
CDOs patřily do skupiny „produktové inovace“ amerických finančních trhů, na kterou byl Fed patřičně hrdý. CDOs jsou asset backed securities (cenné papíry podložené aktivy, např. domem), v případě nesplacení jsou tedy zajištěné reálným aktivem. Princip poolu – tedy shromažďování prapodivných cenných papírů např. nekvalitních hypotéčních listů, ale i dluhů z kreditních karet do sofistikovaně znějících balíčků vypadají jako slibné investice a pokud navíc dostanou od ratingových agentur hodnocení AAA, vypadá to, že není čeho se bát.
Důsledkem bylo, že zahraniční banky a další investoři také investovali do „nových sofistikovaných produktů“ typu CDOs, protože jejich emise byla provázená dobrým ratingem. Tím se prolil americký národní trh nemovitostí a s tím spojených hypoték na nadnárodní, globální úroveň. CDOs provázené dobrým ratingem kupovali i investoři, kteří si nebyli vědomi, co vůbec CDO znamená a obsahuje.
V roce 2007 praskla v USA spekulativní bublina na trhu nemovitostí. Problémy se splácením hypoték se okamžitě projevily jako výpadek cash flow plynoucího majitelům CDOs. Je nutno ale říct, že to není jediné negativum prasknutí bubliny. Problém vznikl i v podkladovém aktivu CDO, kterým byly nemovitosti. Jejich cena prudce klesla. V očích investorů se staly někdejší CDOs s ratingem AAA zcela nadhodnocené a ztrátové. Tím se americký problém rozlil na finanční instituce po celém světě.